# Can Pedragosa
Can Pedragosa és un edifici protegit com a bé cultural d'interès local a Santa Coloma de Gramenet (Barcelonès).

## Descripció
La façana principal, de gust neoclàssic, presenta una composició simètrica amb tres obertures per planta, balconeres centrals i finestrals als cantons. Tanmateix, consta d'impostes remarcades, fris superior amb ornamentació de motius geomètrics i cornisa de coronament. Les baranes i reixes de balconeres i finestres inferiors són de ferro fos combinat amb treballs de forja, mentre que al terrat apareix una balustrada de formes rectilínies. La fusteria exterior és de fusta envernissada, sent d'especial interès la porta principal amb quarterons que alternen formes regulars i irregulars.

## Història
Can Pedragosa forma part del primer nucli de cases de segona residència que es van construir a Santa Coloma a finals de segle xix i principis del segle xx, amb Can Saladrigas i Ca n'Altés. El planejament ha permès la construcció de grans edificis plurifamiliars que no han respectat la volumetria inicial de la zona trencant amb l'harmonia del conjunt. L'afectació parcial de la finca com a sistema local, la pèrdua del valor arquitectònic de la façana posterior a conseqüència de reformes i remuntes i la preservació dins el catàleg de finques de la mateixa època i similar tipologia tals com Can Saladrigas i Ca n'Altés van comportar la desprotecció parcial de la finca per part de la Direcció General de Patrimoni de la Generalitat l'any 2001.
El 2009 s'aprova traslladar la façana de Can Pedragosa al núm. 14 del mateix carrer Pedró, un cop enderrocat l'edifici original, per tal de conservar-la, ja que està catalogada com a patrimoni de la ciutat. Avui dia (2021) se n'ha reconstruït una part, ja que els baixos no s'han recuperat en la forma original.